# Sven Loll
Sven Loll, (* 4. dubna 1964 v Berlíně, Německá demokratická republika) je bývalý německý zápasník – judista, majitel stříbrné olympijské medaile z roku 1988

## Sportovní kariéra
S judem začínal v 7 letech a připravoval se pod vedením Dietmara Hötgera. Po úspěších mezi juniory se stal v roce 1985 členem seniorské reprezentace. Na olympijský rok 1988 se velmi dobře připravil a na olympijské hry v Soulu odjížděl jako jeden z kandidátů na medaili. Po výborném výkonu se dostal do finále, kde nestačil na Francouze Marca Alexandra a získal stříbrnou olympijskou medaili. Ziskem olympijské medaile však šla jeho forma dolů i vlivem zranění. Po znovusjednocení Německa zkoušel štěstí v polostřední váze, ale po neúspěšné nominaci na olympijské hry v Barceloně ukončil sportovní kariérů. Věnuje se trenérské práci, ve které dosáhl řady úspěchů. K jeho nejznámějším svěřencům patří Dmitrij Peters.

## Výsledky
| Turnaj             | 1983       | 1984       | 1985       | 1986       | 1987       | 1988       | 1989       |
| Turnaj             | 19         | 20         | 21         | 22         | 23         | 24         | 25         |
| Turnaj             | lehká váha | lehká váha | lehká váha | lehká váha | lehká váha | lehká váha | lehká váha |
| ------------------ | ---------- | ---------- | ---------- | ---------- | ---------- | ---------- | ---------- |
| Olympijské hry     |            | —          |            |            |            | 2.         |            |
| Mistrovství světa  | —          |            | —          |            | úč.        |            | —          |
| Mistrovství Evropy | —          | —          | —          | 7.         | 3.         | 2.         | úč.        |
| ME juniorů         | 2.         | 2.         |            |            |            |            |            |